# 民间
《民间》杂志，是由中山大学人类学系公民与社会发展中心主办的关注中国非政府组织的内部通讯杂志。创办于2005年，出刊形式为季刊，办刊理念为“行动改变生存”。编辑委员会成员包括江艺平、朱健刚、林猛、梁晓燕、陈健民、翟明磊。并由梁文道作为特约撰稿人。《民间》杂志的办刊风格近似于江艺平主事时的《南方周末》。因为报道国内非政府组织在怒江水电站事件钟的行动和陈光诚等维权人士的有关情况，后被查封。首席记者翟明磊的家中也受到了执法机关的暴力冲击。